# مدجنون

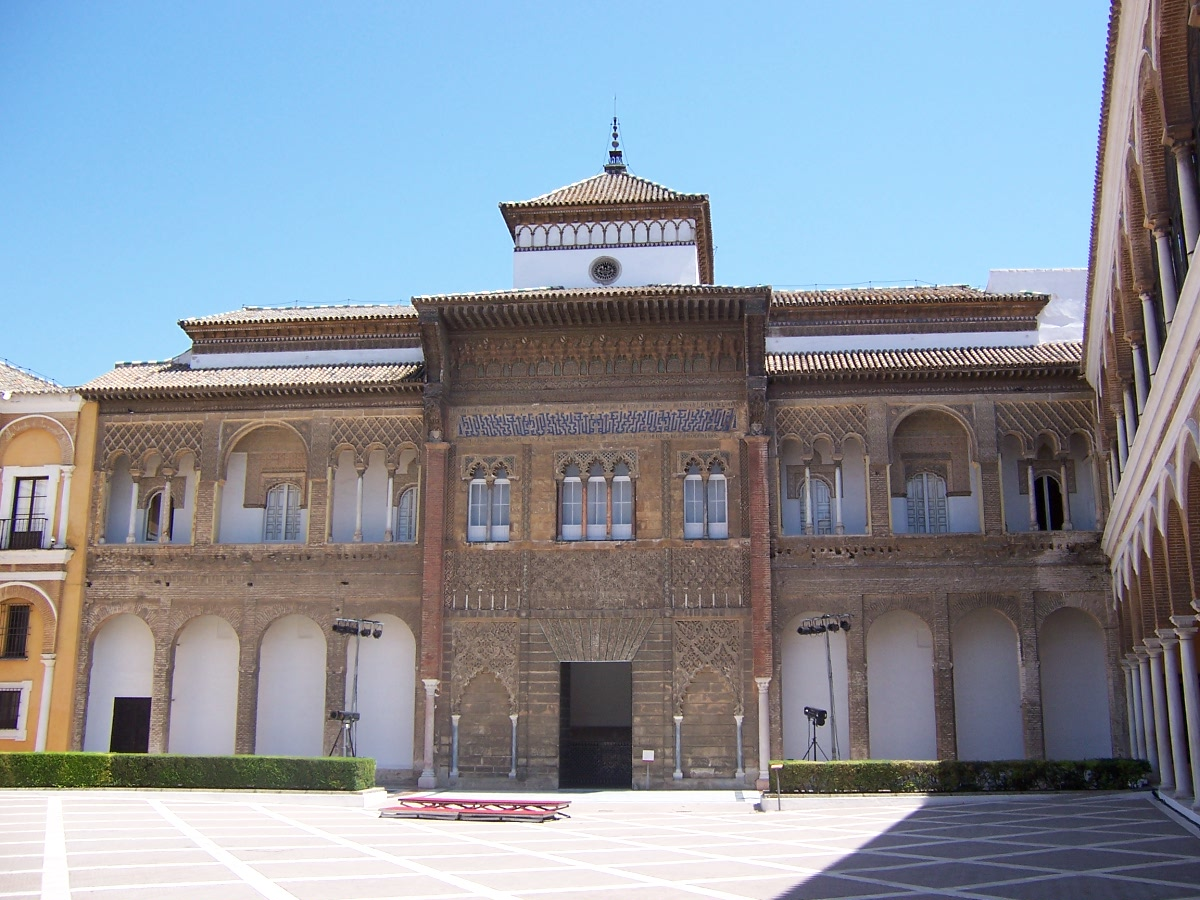
قصر في إشبيلية مبني بأسلوب المدجنين

المُدَجّنُون جمع مدجّن ، تحولت بمرور الزمن عند مسيحيي الأندلس في القرون الوسطى إلى موديخاريس (بالإسبانية: mudéjares)‏، هم المورو المسلمون الذين لبثوا في شبه الجزيرة الإيبيرية إبان سقوط الأندلس. لم يتنصروا في البداية؛ ولكنهم أجبروا على ذلك في أواسط القرن السادس عشر، ثم طُرد من أبى التنصير منهم سنة 1630م. بقيت ثقافة المدجنين وأسلوب عيشهم واضحاً بيناً في العمارة والفن وسواههم.

## تاريخ

### ثورة المدجنين في بلنسية
المدجّنون (بالإسبانية: Mudéjares) وهو اسم اُطلق على المسلمين الذين آثروا البقاء في شبه الجزيرة الإيبيرية، وعاشوا في ظل الحكم المسيحي، وكانت بلنسية مأوىً لكثيرٍ من هؤلاء الذين أتوا من المدن الأخرى حيث تجمع فيها ما يقرب من ثلاثين ألفاً، ورأوا أن يقوموا بثورةٍ لاكتساب بعض الحقوق كحق حرية العقيدة واحتلوا بعض الحصون من منطقة بلنسية، ثم تقدموا نحوها حتى كادوا يدخلونها وذلك عام 652هـ/1256م بعد أن شكلوا جيشاً، وكانت منطقة بلنسية تابعة لمملكة أرغون وليون ويحكمها ملك يدعى «جقوم» (جايميش)، فأمر هذا الملك أن يخرج كل (مدجّن) من مملكته، فخرج الجميع نحو غرناطة تاركين ديارهم وأموالهم.